# Cengaver Katrancı

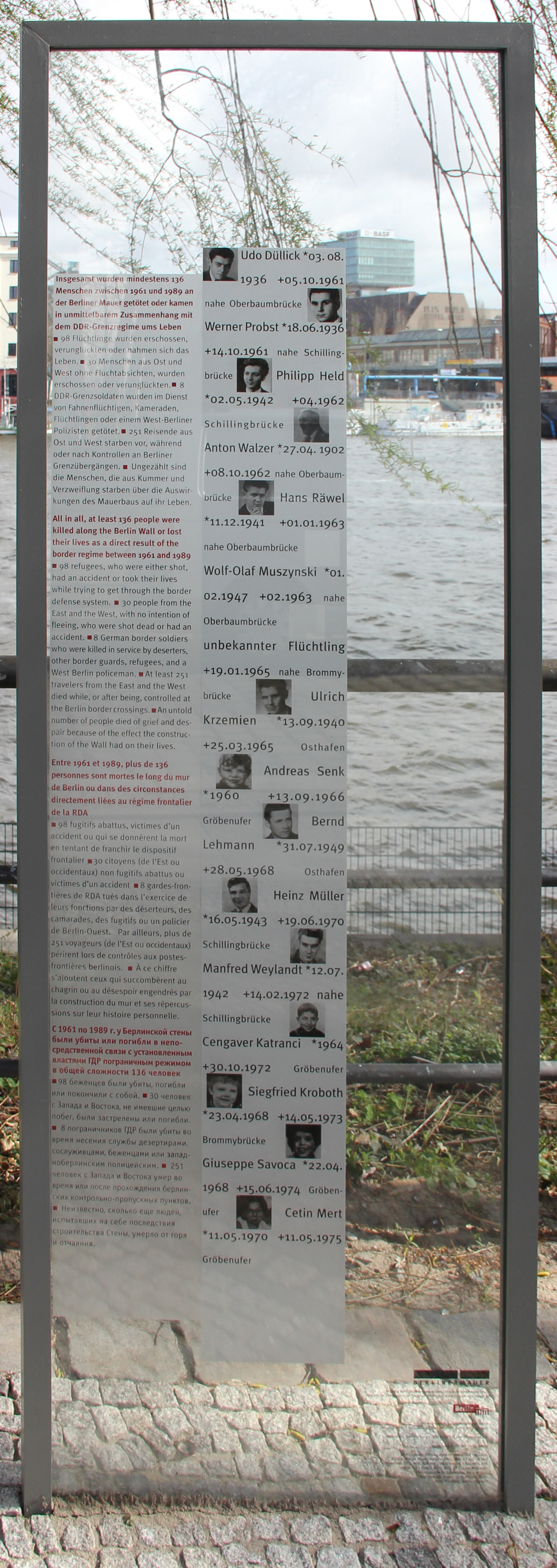
Gedenktafel für Maueropfer am May-Ayim-Ufer in Berlin-Kreuzberg

Cengaver Katrancı (* vermutlich 1964; † 30. Oktober 1972 in Berlin) war ein in West-Berlin lebender türkischer Schüler, der bei einem Unfall in der Spree ertrank. Cengaver gilt daher als eines der jüngsten Todesopfer an der Berliner Mauer.
Der 8-jährige Cengaver stand am 30. Oktober 1972 gegen 13 Uhr im Stadtteil Kreuzberg zusammen mit einem Freund am Gröbenufer nahe der Oberbaumbrücke und fütterte Vögel. Dann verlor er das Gleichgewicht und stürzte in die Spree, die an dieser Stelle in voller Breite zu Ost-Berlin gehörte. Die alarmierte und rechtzeitig erschienene Feuerwehr von West-Berlin durfte nicht eingreifen. Ein Boot der Ost-Berliner Feuerwehr hielt sich in der Mitte des Flusses auf, durfte sich aber nicht ohne Genehmigung dem westlichen Ufer nähern. Gegen 14.30 Uhr begann ein Ost-Berliner Rettungsboot mit der Suche nach dem Jungen, der nach etwa einer halben Stunde gefunden wurde und von Tauchern der Nationalen Volksarmee geborgen wurde.
Cengaver Katrancı war nach Andreas Senk († im Alter von 6) das zweite von mindestens fünf Kindern, die auf diese Weise ihr Leben verloren. Ähnliche Schicksale ereilten an gleicher oder naher Stelle in den folgenden Jahren Siegfried Kroboth († im Alter von 5), Giuseppe Savoca († im Alter von 6) und Çetin Mert († im Alter von 5).